# Eredivisie 2018/19 (vrouwenvoetbal)
De Eredivisie 2018/19 is het negende seizoen van deze competitie. Het is de hoogste vrouwenvoetbalafdeling die door de KNVB wordt georganiseerd. De competitie bestaat sinds dit seizoen uit dezelfde negen teams als het vorige seizoen.
Na afloop van het seizoen stopt Achilles '29 met vrouwenvoetbal in de Eredivisie vanwege de financiën. De meeste speelsters gaan bij andere clubs spelen, een groot aantal net over de grens in Duitsland. Ook bij sc Heerenveen zijn er financiële problemen, maar komt de gemeenteraad met een lening. Om een seizoen te spelen heeft de club 300.000 euro nodig, en die zijn met deze lening gedekt.

## Deelnemende teams
| Club                  | Plaats      | Stadion                                         | Train(st)er       |
| --------------------- | ----------- | ----------------------------------------------- | ----------------- |
| Achilles '29          | Berg en Dal | Sportpark De Heikant                            | Marck Cieraad     |
| ADO Den Haag          | Den Haag    | Cars Jeans Stadion                              | Arend Regeer      |
| AFC Ajax              | Amsterdam   | De Toekomst                                     | Benno Nihom       |
| VV Alkmaar            | Alkmaar     | Sportpark Robonsbosweg                          | Gideon Dijks      |
| Excelsior Barendrecht | Rotterdam   | Van Donge & De Roo Stadion Sportpark de Bongerd | Richard Mank      |
| sc Heerenveen         | Heerenveen  | Skoatterwâld                                    | Roeland ten Berge |
| PEC Zwolle            | Zwolle      | MAC³PARK stadion                                | Wim van der Wal   |
| PSV                   | Eindhoven   | De Herdgang                                     | Sander Luiten     |
| FC Twente             | Enschede    | Sportpark 't Wilbert                            | Tommy Stroot      |

## Reguliere competitie

### Stand
| Pos | Team                  | Wed | W  | G | V  | Ptn | DV | DT | +/− | Kwalificatie                        |
| --- | --------------------- | --- | -- | - | -- | --- | -- | -- | --- | ----------------------------------- |
| 1   | PSV                   | 16  | 13 | 1 | 2  | 40  | 54 | 11 | +43 | Kwalificatie voor Kampioensgroep    |
| 2   | Twente                | 16  | 11 | 3 | 2  | 36  | 52 | 18 | +34 | Kwalificatie voor Kampioensgroep    |
| 3   | Ajax                  | 16  | 9  | 4 | 3  | 31  | 38 | 14 | +24 | Kwalificatie voor Kampioensgroep    |
| 4   | ADO Den Haag          | 16  | 9  | 1 | 6  | 28  | 42 | 23 | +19 | Kwalificatie voor Kampioensgroep    |
| 5   | PEC Zwolle            | 16  | 6  | 2 | 8  | 20  | 34 | 34 | 0   | Kwalificatie voor Kampioensgroep    |
| 6   | Alkmaar               | 16  | 6  | 2 | 8  | 20  | 24 | 40 | −16 | Kwalificatie voor Plaatseringsgroep |
| 7   | Heerenveen            | 16  | 5  | 4 | 7  | 19  | 34 | 36 | −2  | Kwalificatie voor Plaatseringsgroep |
| 8   | Excelsior/Barendrecht | 16  | 2  | 1 | 13 | 7   | 14 | 44 | −30 | Kwalificatie voor Plaatseringsgroep |
| 9   | Achilles '29          | 16  | 2  | 0 | 14 | 6   | 10 | 82 | −72 | Kwalificatie voor Plaatseringsgroep |

### Uitslagen
| Thuis \ Uit           | ACH  | ADO | AJA | ALK | EXC | HEE | PEC | PSV | TWE |
| --------------------- | ---- | --- | --- | --- | --- | --- | --- | --- | --- |
| Achilles '29          |      | 1–9 | 0–4 | 0–2 | 1–0 | 2–6 | 3–2 | 1–9 | 0–8 |
| ADO Den Haag          | 6–0  |     | 2–2 | 4–1 | 2–0 | 4–1 | 3–2 | 1–2 | 3–1 |
| Ajax                  | 3–0  | 1–0 |     | 2–0 | 5–0 | 3–0 | 3–1 | 2–0 | 1–2 |
| Alkmaar               | 3–1  | 2–3 | 2–2 |     | 3–0 | 0–7 | 0–0 | 0–3 | 0–5 |
| Excelsior/Barendrecht | 5–1  | 2–0 | 0–6 | 0–2 |     | 2–2 | 2–3 | 0–3 | 1–3 |
| Heerenveen            | 6–0  | 0–3 | 1–1 | 3–5 | 1–0 |     | 3–3 | 0–5 | 0–2 |
| PEC Zwolle            | 10–0 | 1–0 | 3–1 | 1–2 | 3–1 | 0–3 |     | 1–3 | 4–2 |
| PSV                   | 5–0  | 2–1 | 1–0 | 5–0 | 3–0 | 6–1 | 4–0 |     | 3–3 |
| Twente                | 4–0  | 5–1 | 2–2 | 4–2 | 6–1 | 0–0 | 4–0 | 1–0 |     |

## Play-offs

### Kampioensgroep
De 5 hoogstgeplaatste teams uit de reguliere competitie. Ploegen beginnen met de helft van het aantal punten uit de reguliere competitie.

#### Stand
| Pos | Team         | Wed | W | G | V | Ptn | DV | DT | +/− | Kwalificatie                          |
| --- | ------------ | --- | - | - | - | --- | -- | -- | --- | ------------------------------------- |
| 1   | Twente (K)   | 8   | 5 | 2 | 1 | 35  | 18 | 9  | +9  | UEFA Women's Champions League 2019/20 |
| 2   | Ajax         | 8   | 4 | 4 | 0 | 32  | 12 | 4  | +8  |                                       |
| 3   | PSV          | 8   | 3 | 2 | 3 | 31  | 16 | 11 | +5  |                                       |
| 4   | ADO Den Haag | 8   | 1 | 4 | 3 | 21  | 13 | 19 | −6  |                                       |
| 5   | PEC Zwolle   | 8   | 0 | 2 | 6 | 12  | 9  | 25 | −16 |                                       |

#### Uitslagen
| Thuis \ Uit  | ADO | AJA | PEC | PSV | TWE |
| ------------ | --- | --- | --- | --- | --- |
| ADO Den Haag |     | 2–2 | 4–1 | 2–2 | 1–3 |
| Ajax         | 1–1 |     | 0–0 | 1–0 | 2–0 |
| PEC Zwolle   | 3–3 | 0–4 |     | 2–3 | 1–5 |
| PSV          | 5–0 | 0–1 | 3–1 |     | 2–3 |
| Twente       | 2–0 | 1–1 | 3–1 | 1–1 |     |

### Plaatseringsgroep
De 4 laagstgeplaatste teams uit de reguliere competitie. Ploegen beginnen met de helft van het aantal punten uit de reguliere competitie.

#### Stand
| Pos | Team                  | Wed | W | G | V | Ptn | DV | DT | +/− |
| --- | --------------------- | --- | - | - | - | --- | -- | -- | --- |
| 1   | Heerenveen            | 9   | 7 | 2 | 0 | 33  | 40 | 8  | +32 |
| 2   | Alkmaar               | 9   | 3 | 4 | 2 | 23  | 23 | 16 | +7  |
| 3   | Excelsior/Barendrecht | 9   | 3 | 3 | 3 | 16  | 13 | 14 | −1  |
| 4   | Achilles '29          | 9   | 0 | 1 | 8 | 4   | 8  | 46 | −38 |

#### Uitslagen

##### 1steen 2dederde
| Thuis \ Uit           | ACH | ALK | EXC | HEE |
| --------------------- | --- | --- | --- | --- |
| Achilles '29          |     | 2–6 | 1–1 | 2–6 |
| Alkmaar               | 5–2 |     | 2–2 | 1–1 |
| Excelsior/Barendrecht | 1–0 | 1–1 |     | 0–4 |
| Heerenveen            | 6–0 | 1–1 | 3–0 |     |

##### 3dederde
| Thuis \ Uit           | ACH  | ALK | EXC | HEE |
| --------------------- | ---- | --- | --- | --- |
| Achilles '29          |      | 1–4 |     |     |
| Alkmaar               |      |     | 0–2 | 3–4 |
| Excelsior/Barendrecht | 5–0  |     |     |     |
| Heerenveen            | 12–0 |     | 3–1 |     |